# Elisabeth Weisser-Lohmann
Elisabeth Weisser-Lohmann ist eine deutsche Philosophin.

## Leben
Sie studierte Philosophie, Geschichte und Germanistik an den Universitäten München und Bochum. Nach der Promotion 1991 zum Dr. phil. mit einer Arbeit über Georg Lukács’ Heidelberger Kunstphilosophie (Bochum) war sie von 1991 bis 1995 wissenschaftliche Mitarbeiterin am Hegel-Archiv der Ruhr-Universität Bochum, Herausgeberin des Bandes Hegels Rechtsphilosophie im Rahmen der Gesammelten Werkausgabe. Seit 1995 ist sie Assistentin am Institut für Philosophie, Lehrgebiet III, der FernUniversität in Hagen, Betreuung des Forschungsschwerpunktes Rechts- und Geschichtsphilosophie im Deutschen Idealismus. 2004 erfolgte die Habilitation mit der Arbeit „Rechtsphilosophie als praktische Philosophie. - Hegels Grundlinien als Beitrag zur Grundlegung der praktischen Philosophie“.
Ihre Arbeitsschwerpunkte sind praktische Philosophie mit Schwerpunkt Rechts- und Sozialphilosophie, Hegel und die Philosophie des Deutschen Idealismus, nachidealistische Ästhetik, Geschichte der Philosophie und Betreuung des Forschungsschwerpunktes Rechts- und Geschichtsphilosophie des Deutschen Idealismus.

## Schriften (Auswahl)
- Georg Lukács' Heidelberger Kunstphilosophie. Bonn 1992, ISBN 3-416-02283-1.
- Hegel und die Rehabilitierung der praktischen Philosophie. „Eigentum und Freiheit“ – zwei Grundbegriffe der praktischen Philosophie bei Hegel und den Hegelianern. Hagen 1995, OCLC 632986030.
- Verfassung und Revolution. Hegels Verfassungskonzeption und die Revolutionen der Neuzeit. Hamburg 2000, ISBN 3-7873-1550-0.
- Rechtsphilosophie als praktische Philosophie. Hegels Grundlinien der Philosophie des Rechts und die Grundlegung der praktischen Philosophie. Paderborn 2011, ISBN 978-3-7705-5003-6.